# Marduquenadinaque
Marduquenadinaque (em acádio: mdAMAR.UTU-na-din-MU; romaniz.: Marduk-nādin-aḫḫē; lit. "Marduque é doador de irmãos") foi o sexto rei da Segunda dinastia de Isim da Babilônia. Foi filho de Ninurtanadinsumi e irmão do famoso Nabucodonosor I e foi precedido por seu sobrinho Enlilnadinapli, pela qual o depôs (de acordo com a crônica babilônica). De acordo com a Lista C de reis da Babilônia e com a crônica assíria, ele reinou por volta de dezoito anos. Marduquenadinaque foi considerado como um rei mais bem-sucedido.

## História
Marduquenadinaque patrocinou vários projetos de construção no seu país (provavelmente Ur) e manteve o Império Assírio à distância. No final de seu reinado, o rei assírio Tiglate-Pileser I invadiu as cidades do norte da Babilônia Dur-Curigalzu, Sipar de Samas, Sipar de Anunitu, Babilônia e Opis e queimou os palácios do rei babilônico na Babilônia, que é afirmado nas duas inscrições do rei da Assíria e na história sincronística. Ainda não se sabe se Marduquenadinaque faleceu ou morreu em um cativeiro, mas claramente a invasão dos assírios não tem a ver com sua morte. Na crônica assíria relata que ele desapareceu numa época que houve uma fome severa numa terra e um número crescente de tribos aramaicas que saqueavam as plantações e as posses do povo assírio.
Após a sua desconhecida morte, Marduquenadinaque foi sucedido por, que provavelmente deva ser seu filho, Marduquesapiquezeri.